# Melilla
Melilla ([me'liʎa], hiszp. Ciudad Autónoma de Melilla) – miasto, jednostka administracyjna Hiszpanii, w północnej Afryce, na wschodnim wybrzeżu Maroka. Stanowi eksklawę Hiszpanii. Wolny port, ważny ośrodek rybołówstwa i przetwórstwa rybnego  (głównie sardynek). Ma powierzchnię 12,3 km². Liczba mieszkańców (głównie Hiszpanów) w roku 2017 wyniosła 86 120 osób.
Główną gałęzią gospodarki jest rybołówstwo. W Melilli znajduje się port lotniczy i baza wojskowa.

## Historia
Melillę jako Rusadir założyli Fenicjanie. Później ta fenicka kolonia należała do Kartaginy, a następnie do Rzymu. Pozostawała pod panowaniem arabskim od VII wieku aż do roku 1497, kiedy została zdobyta przez Hiszpanów. Przez wieki była tylko niewielką hiszpańską fortecą (presidio). Jej większy rozwój nastąpił dopiero po roku 1880. Wielokrotnie stanowiła obiekt zatargów hiszpańsko-marokańskich. Do 1909 Melilla była okupowana przez Hiszpanię. Pomiędzy rokiem 1921 a 1926 została opanowana przez powstańców pod wodzą Abd al-Karima. We wrześniu 1928 roku doszło tutaj do potężnej eksplozji  magazynów amunicji, w których przechowywano ok. 20 ton prochu, w wyniku czego zniszczona została okoliczna zabudowa, a śmierć poniosło 67 osób. W roku 1995 Melilla zyskała status autonomiczny.

## Galeria

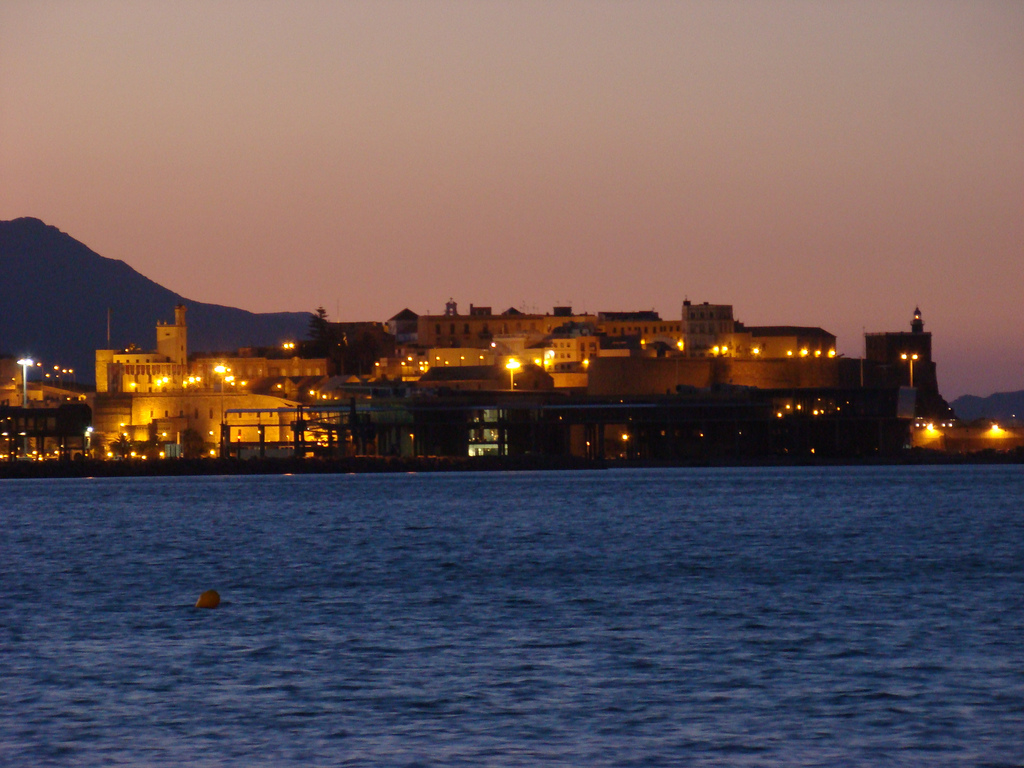
Melilla
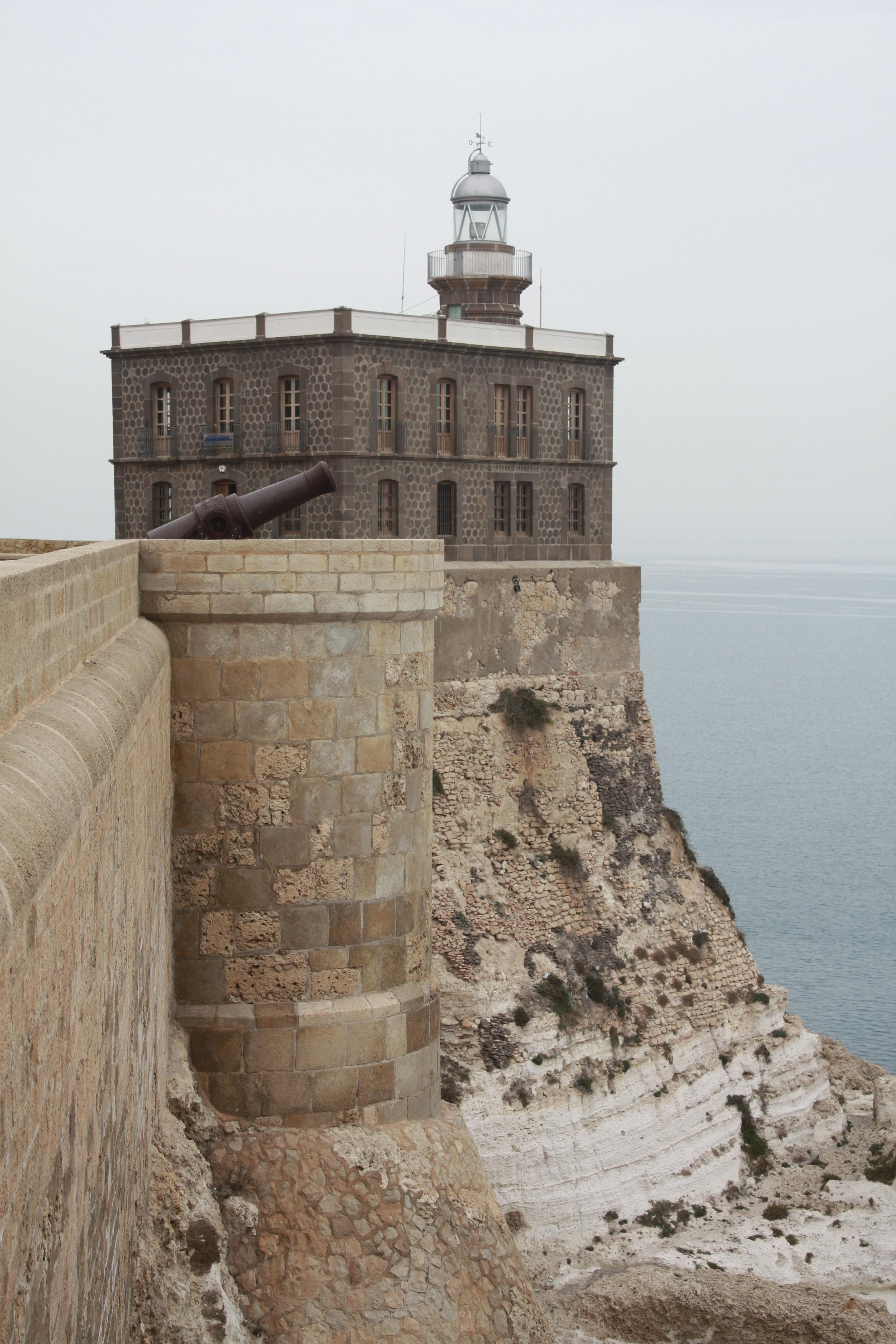
Melilla

## Klimat
| Miesiąc | Sty  | Lut  | Mar  | Kwi  | Maj  | Cze  | Lip  | Sie  | Wrz  | Paź  | Lis  | Gru  | Roczna |
| --- | ---- | ---- | ---- | ---- | ---- | ---- | ---- | ---- | ---- | ---- | ---- | ---- | ------ |
| Średnie temperatury w dzień [°C]                                                                                                 | 16.7 | 17.0 | 18.5 | 20.1 | 22.5 | 25.8 | 28.9 | 29.4 | 27.1 | 23.7 | 20.3 | 17.8 | 22,3   |
| Średnie dobowe temperatury [°C]                                                                                                  | 13.3 | 13.8 | 15.2 | 16.6 | 19.1 | 22.4 | 25.3 | 25.9 | 23.8 | 20.4 | 17.0 | 14.6 | 18,9   |
| Średnie temperatury w nocy [°C]                                                                                                  | 9.9  | 10.6 | 11.9 | 13.2 | 15.7 | 19.0 | 21.7 | 22.4 | 20.5 | 17.2 | 13.7 | 11.2 | 15,6   |
| Opady [mm] | 58   | 57   | 44   | 36   | 20   | 7    | 1    | 4    | 16   | 40   | 57   | 50   | 391    |
| Średnia liczba dni z opadami | 6.3  | 5.5  | 4.6  | 4.6  | 2.8  | 0.7  | 0.3  | 0.8  | 2.2  | 3.9  | 5.8  | 5.7  | 43,7   |
| Wilgotność [%] | 72   | 74   | 73   | 69   | 67   | 67   | 66   | 69   | 72   | 75   | 74   | 73   | 71     |
| Średnie usłonecznienie [h] | 184  | 170  | 192  | 220  | 258  | 279  | 289  | 268  | 210  | 194  | 178  | 168  | 2607   |
| Źródło: Agencia Estatal de Meteorología (liczba dni z opadami dla wartości 1 mm, wysokość 52 m n.p.m., 2 km od morza, 1981–2010) |      |      |      |      |      |      |      |      |      |      |      |      |        |

## Miasta partnerskie
- Almería, Hiszpania
- Ceuta, Hiszpania
- Montevideo, Urugwaj
- Motril, Hiszpania
- Caracas, Wenezuela
- Cavite, Filipiny
- Malaga, Hiszpania